# Water Orton
Water Orton är en ort och civil parish i Storbritannien.   Den ligger i grevskapet Warwickshire och riksdelen England, i den södra delen av landet, 160 km nordväst om huvudstaden London. Water Orton ligger 86 meter över havet och antalet invånare är 3 653.
Terrängen runt Water Orton är platt. Runt Water Orton är det tätbefolkat, med 819 invånare per kvadratkilometer. Närmaste större samhälle är Birmingham, 11,4 km väster om Water Orton. Trakten runt Water Orton består till största delen av jordbruksmark.